# 別府湾サービスエリア

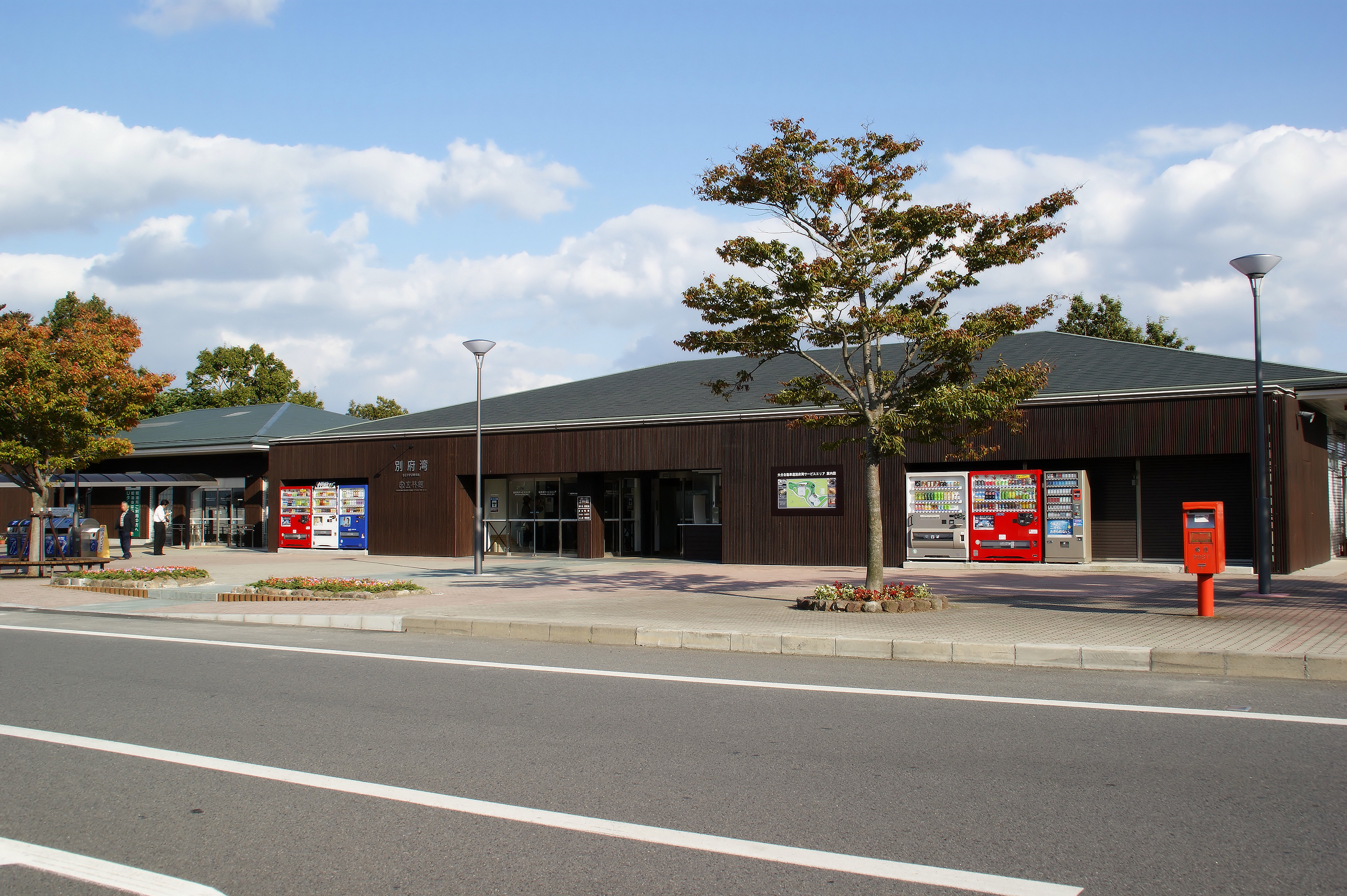
下り線「玄林館」

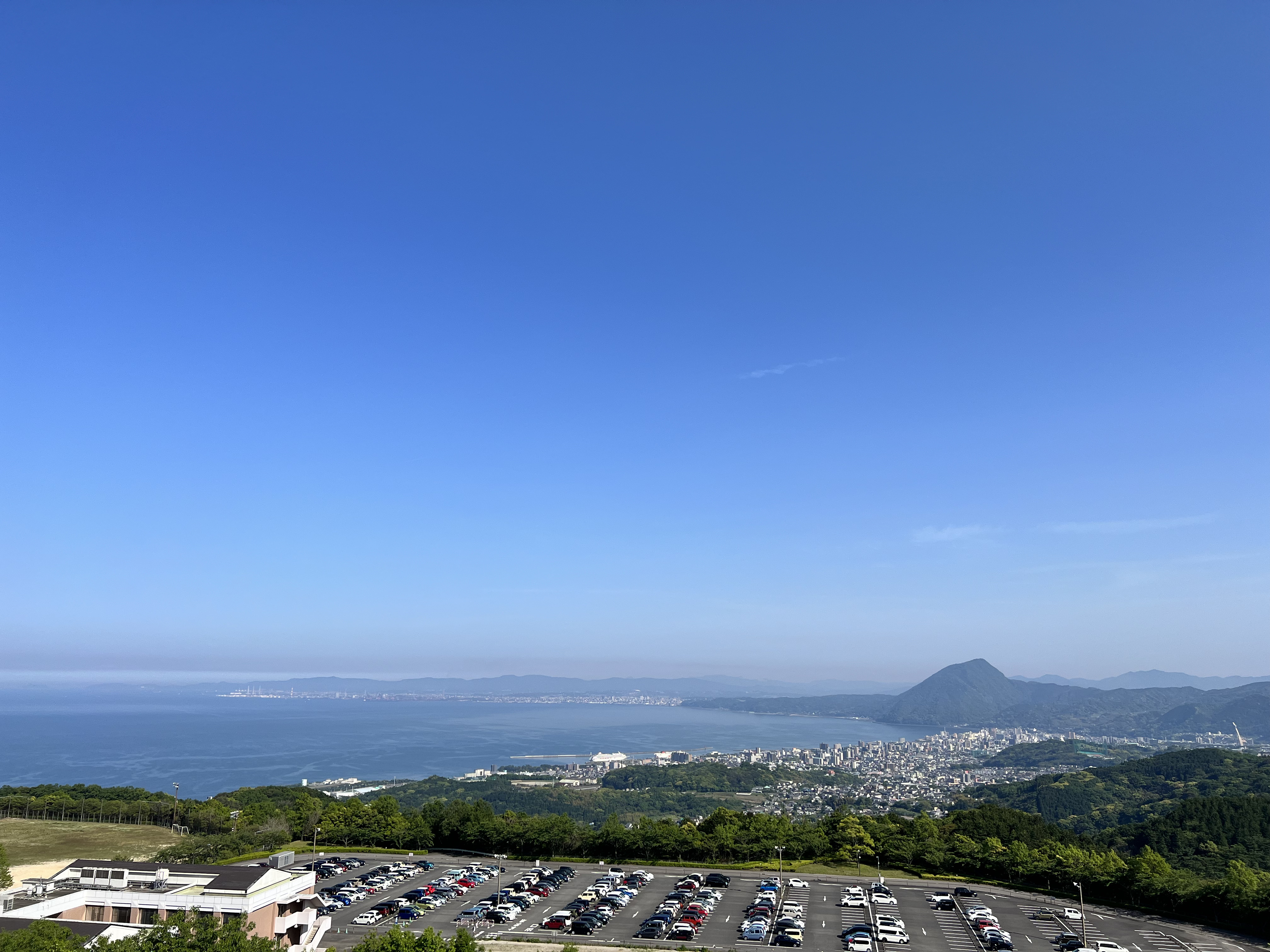
別府湾サービスエリアから眺める別府湾　真下には立命館アジア太平洋大学があり、別府湾沿いに別府市街と高崎山、その奥に大分市街を望むことができる

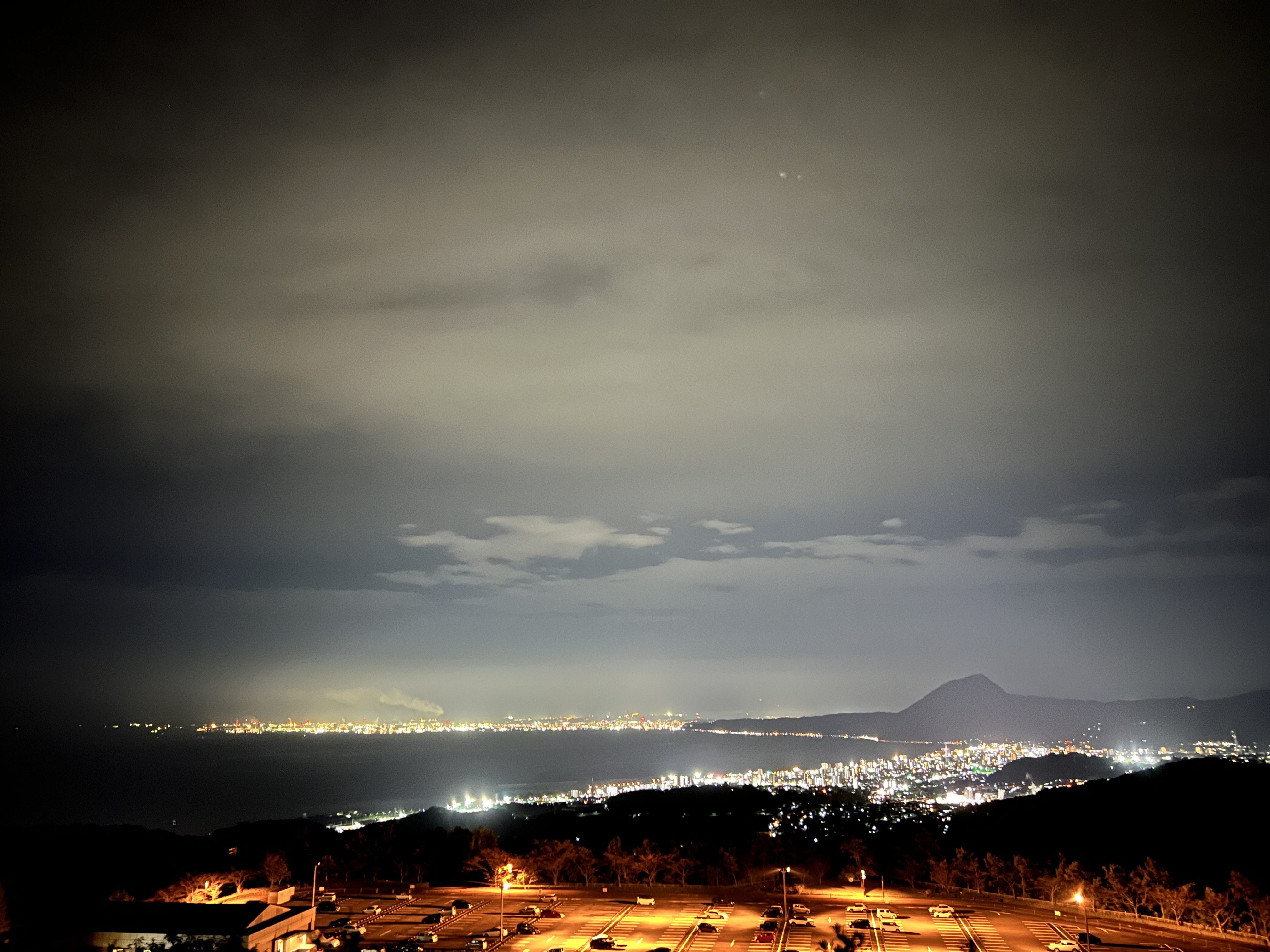
別府湾サービスエリアからの夜景

別府湾サービスエリア（べっぷわんサービスエリア）は、大分県別府市大字内竈の東九州自動車道のサービスエリア。スマートインターチェンジ（別府湾スマートインターチェンジ）およびバス停留所を併設している。東九州自動車道の単独区間では唯一のサービスエリアとなっている。

## 概要
施設は駐車場・ガソリンスタンドを除き、上下線から相互利用が可能である。別府湾を望む眺望のよい場所に位置しており、日本夜景遺産に選定されている。最寄に立命館アジア太平洋大学がある。2008年（平成20年）に由布院温泉の宿である「山荘 無量塔」の経営者のプロデュースの下、施設の全面リニューアルを段階的に行い、同年10月25日に、立地を生かした従来にはない新しい形のサービスエリアとしてグランドオープンした。
開業当時の所属路線名は大分自動車道であったが、2018年8月5日より東九州自動車道に変更された。これにより、東九州自動車道として単独営業が行われている路線では唯一のサービスエリアということになった。

## 施設

### 上り線（北九州・鳥栖方面）
- 駐車場
  - 大型 14台
  - 小型 87台
  - 二輪 4台
  - トレーラー 2台
- トイレ
  - 男性 大4（和式1・洋式3）・小9
  - 女性 14（和式1・洋式13）
  - 車椅子用 1
- ガソリンスタンド（ENEOS（西日本宇佐美）、24時間）[3]
  - 建物は下り線と一体になっている。
  - 以前は九州石油であった。
- 給電スタンド（24時間）
- 玄林館
  - スナック（7:00 - 20:00）
  - ショッピング（7:00 - 20:00）
- 自動販売機
- 携帯電話充電器（7:00 - 20:00）
- インフォメーション（9:00 - 17:00）
- ハイウェイオフィス
- バス停留所
- 展望台
- ドッグラン

### 下り線（大分方面）
- 駐車場
  - 大型 17台
  - 小型 113台
  - 二輪 4台
  - トレーラー 2台
- トイレ
  - 男性 大4（和式1・洋式3）・小9
  - 女性 14（和式1・洋式13）
  - 車椅子用 1
- ガソリンスタンド（ENEOS（西日本宇佐美）、24時間）[3]
  - 建物は上り線と一体になっている。
- 給電スタンド（24時間）
- 玄林館
  - スナック（7:00 - 20:00）
  - ショッピング（7:00 - 20:00）
- 自動販売機
- 携帯電話充電器（7:00 - 20:00）
- キャッシュコーナー (ATM) （イオン銀行、24時間）
- インフォメーション（9:00 - 17:00）
- ハイウェイオフィス
- バス停留所
- 展望台
- ドッグラン

開設時はコンビニエンスストアのヤマザキショップがあったが閉店。

### 上下線共通
- アルテジオダイニング・B-speak cafe（新潟県の古民家を移築してリニューアルしたレストラン棟）
  - アルテジオダイニング（レストラン、11:00 - 15:00LO ）
  - B-speak cafe（11:00 - 17:00）
  - セレクトショップ（ギフトショップ、休業中）
- 不生庵・茜舎（富山県の古民家を移築してリニューアルした専門店棟）
  - 不生庵・茜舎（蕎麦・丼、11:00 - 15:00）

## 別府湾スマートインターチェンジ
2008年（平成20年）9月12日より、下り線限定（鳥栖方面からの出口、別府・大分方面への入口に限り利用可能）でスマートインターチェンジの社会実験が行われ、2009年（平成21年）4月1日から、別府湾スマートインターチェンジの本格運用が始まった。2014年（平成26年）7月25日に、二方向化（フルインターチェンジ化）事業が採択され、上り線の出入口は2018年（平成30年）8月5日に供用開始。また、同時に下り線の利用可能時間帯が24時間に拡大された。
- 利用時間 - 24時間
- 運用形態 - 全方向
- 対象車種
  - ETC搭載車のみ
  - 車長12 m以上の車は利用不可[4]。

### 周辺
- 十文字原
- 十文字原テレビ・FM送信所
- 立命館アジア太平洋大学
- 陸上自衛隊十文字原演習場
- 別府医療センター
- ANAインターコンチネンタル別府リゾート&スパ
- 明礬温泉
- 血の池地獄・龍巻地獄
- 亀川駅

### 接続する道路
- 直接接続
  - 大分県道218号別府山香線
- 間接接続
  - 国道500号

## 別府湾バスストップ
別府湾バスストップ（べっぷわんバスストップ）は、別府湾サービスエリアに併設されたバス停留所である。バス事業者間では、高速別府湾・APU（こうそくべっぷわん・エーピーユー）という名称が使われており、一般的にはこの通称名で呼ばれている。APUは立命館アジア太平洋大学の英略称。2002年（平成14年）6月1日に設置された。
2路線が停車するが、いずれも別府市内・大分市内方面との乗降は不可。

### 停車する系統
| 路線愛称                         | 運行会社              | 下り線側方面 | 上り線側方面                                         |
| -------------------------------- | --------------------- | ------------ | ---------------------------------------------------- |
| とよのくに号 ※ノンストップ便のみ | 西日本鉄道 亀の井バス | （降車のみ） | 高速基山・福岡空港国際線・福岡（天神高速BT・博多BT） |

### のりかえ
- 大分交通・亀の井バス「立命館アジア太平洋大学」バス停（約800 m）

### 隣の停留所
- 高速天間・高速安心院←高速別府湾・APU→別府IC
  - 高速天間・別府ICともに、停車するバス路線はない（別府IC付近の一般道の「別府自衛隊前」「鉄輪口」に停車する路線がある）。

## 隣
E10 東九州自動車道
(10) 日出JCT - (10-1) 別府湾SA/スマートIC - (11) 別府IC

## ギャラリー

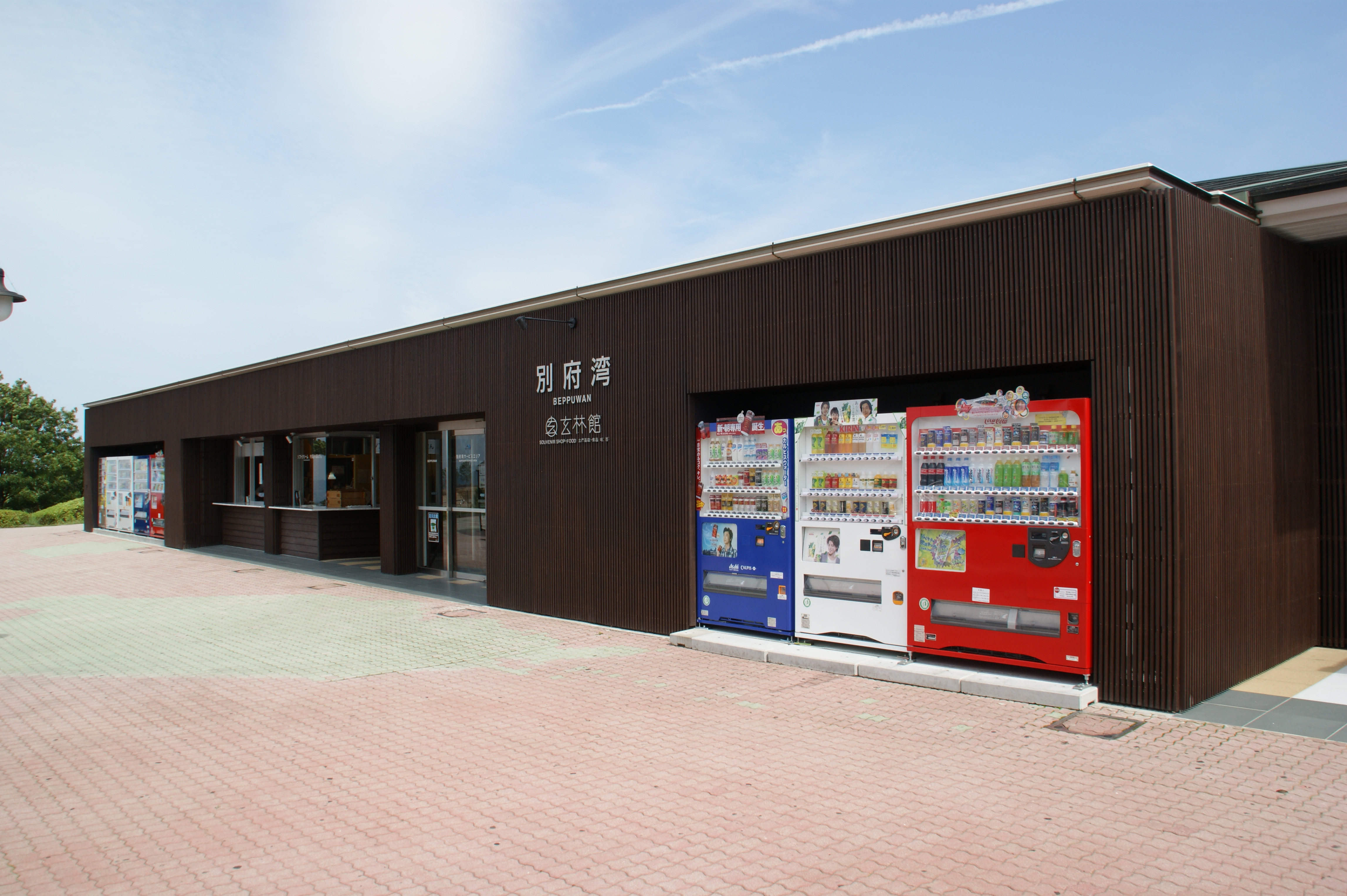
上り線「玄林館」
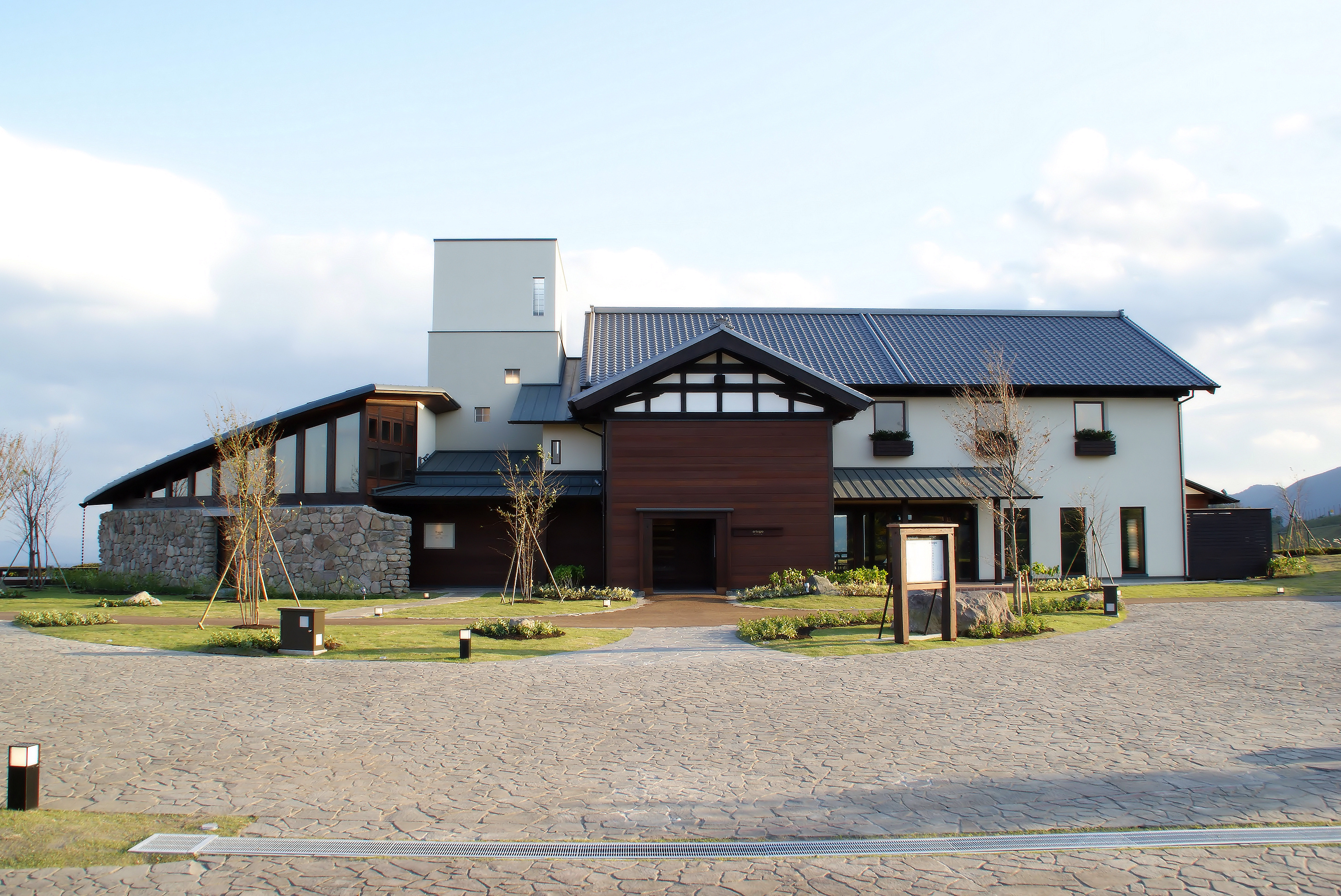
アルテジオダイニング・B-speak cafe
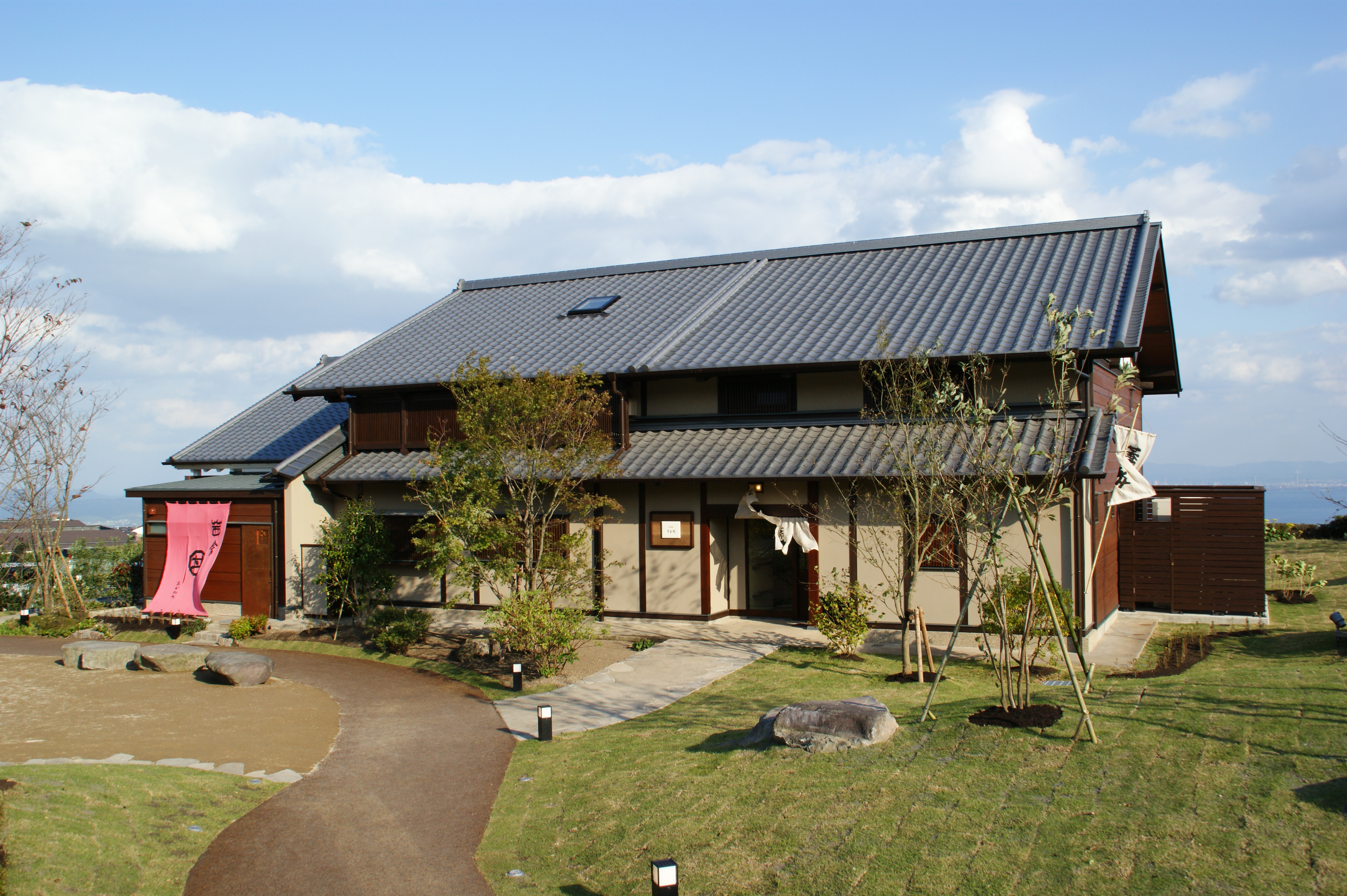
不生庵・茜舎
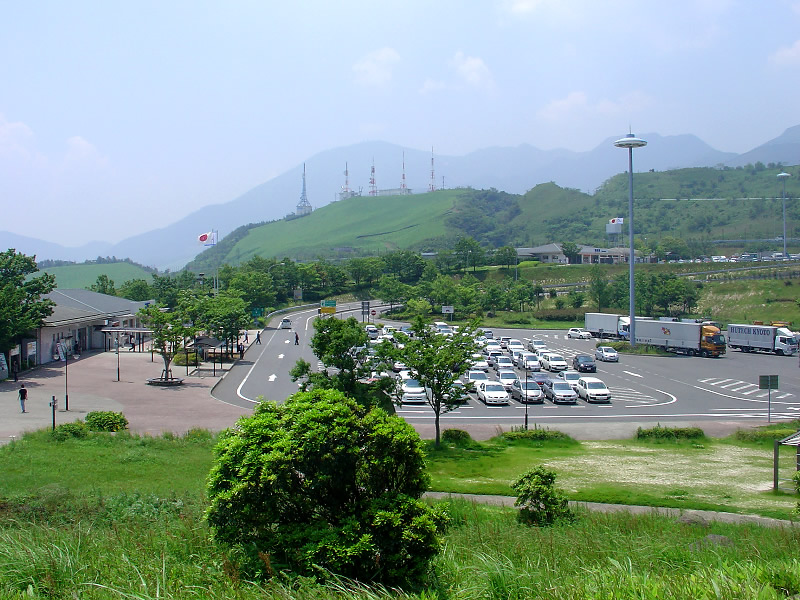
かつての「ふれあいの丘」から見た全景
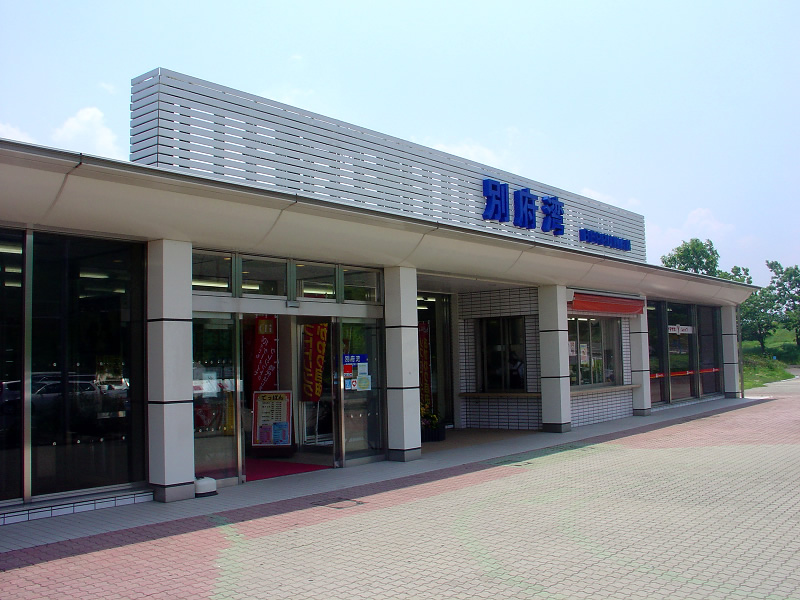
かつての下り線施設
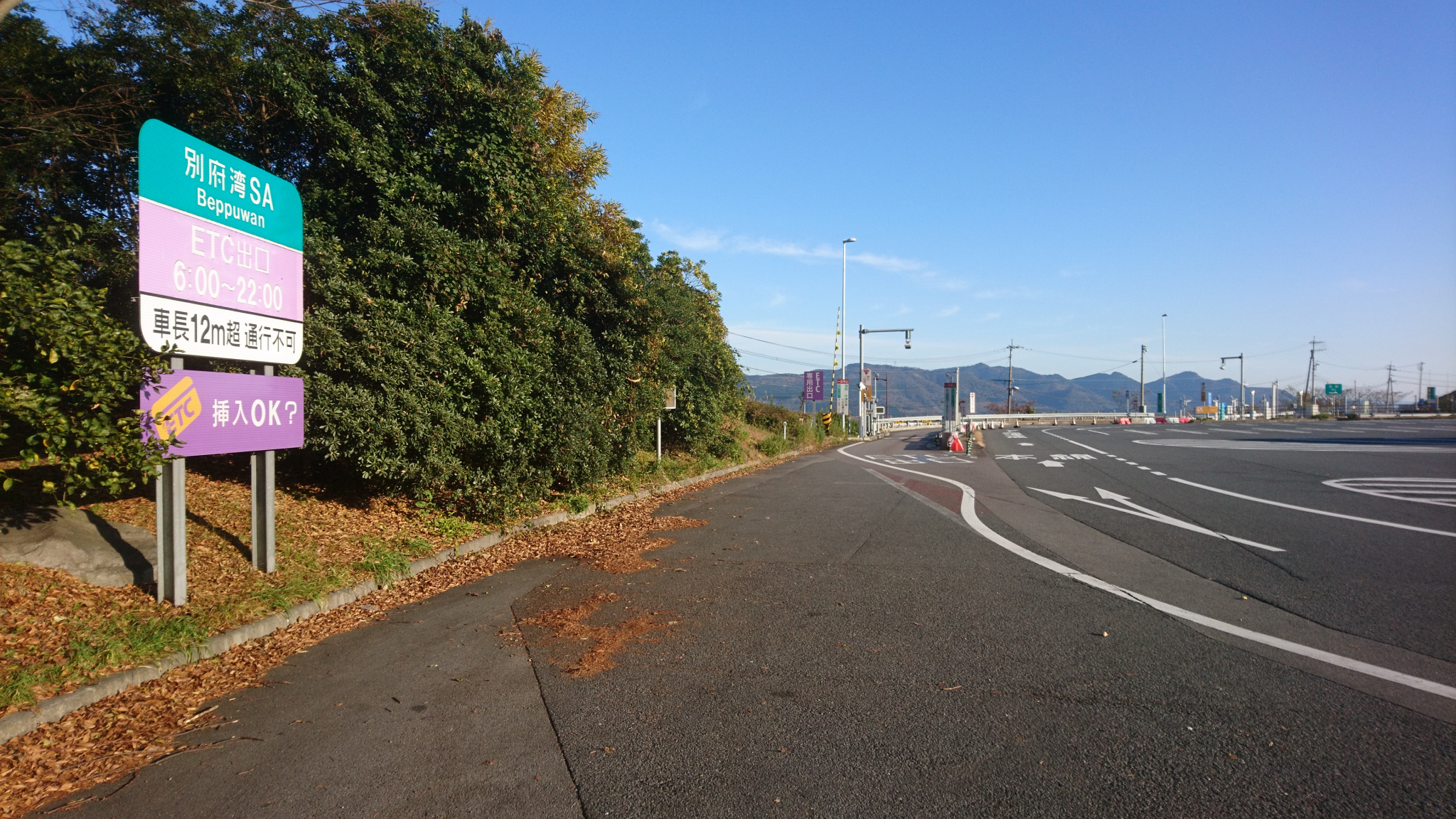
別府湾スマートIC出口通路
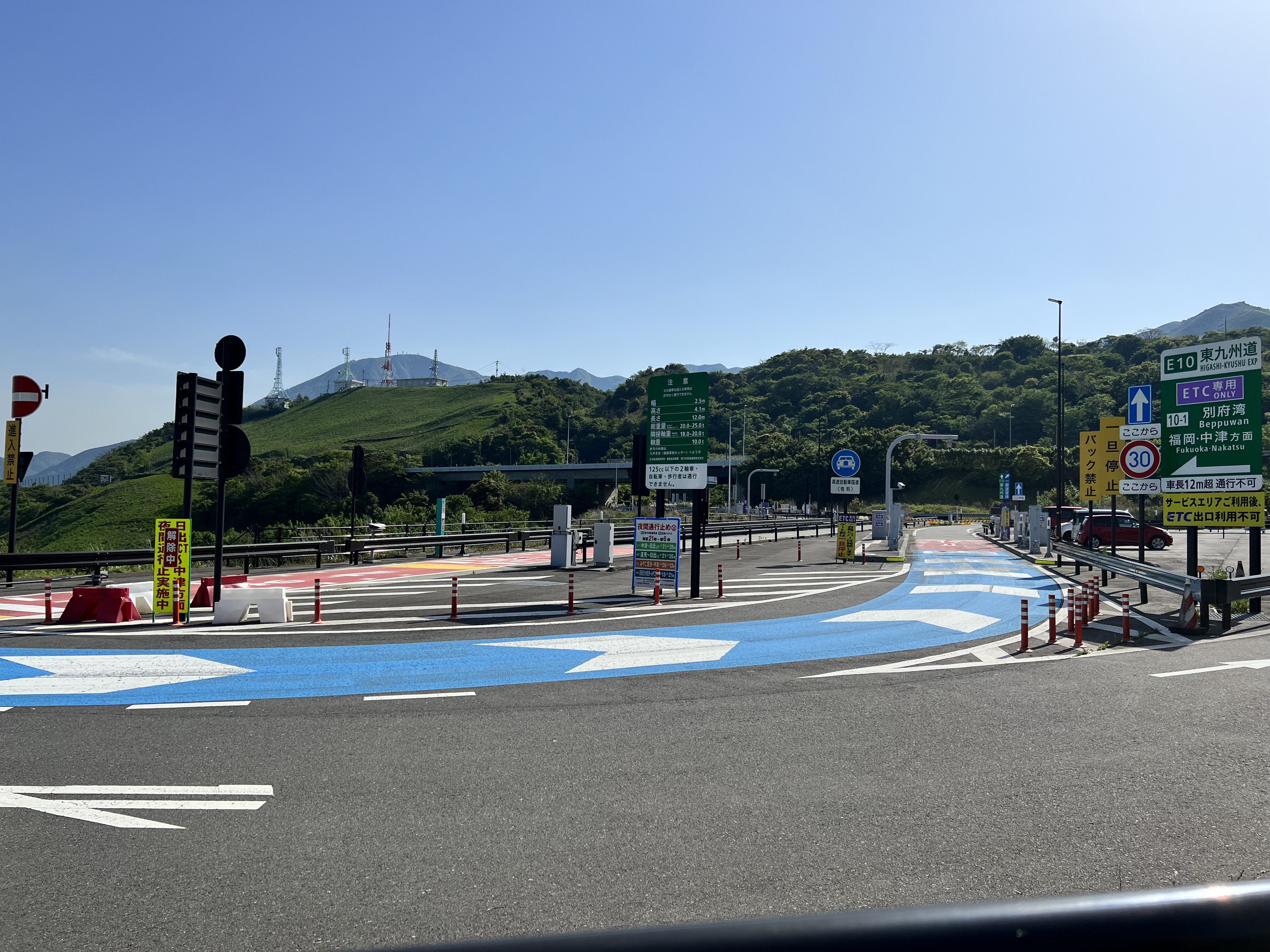
別府湾スマートIC 上り線出入口
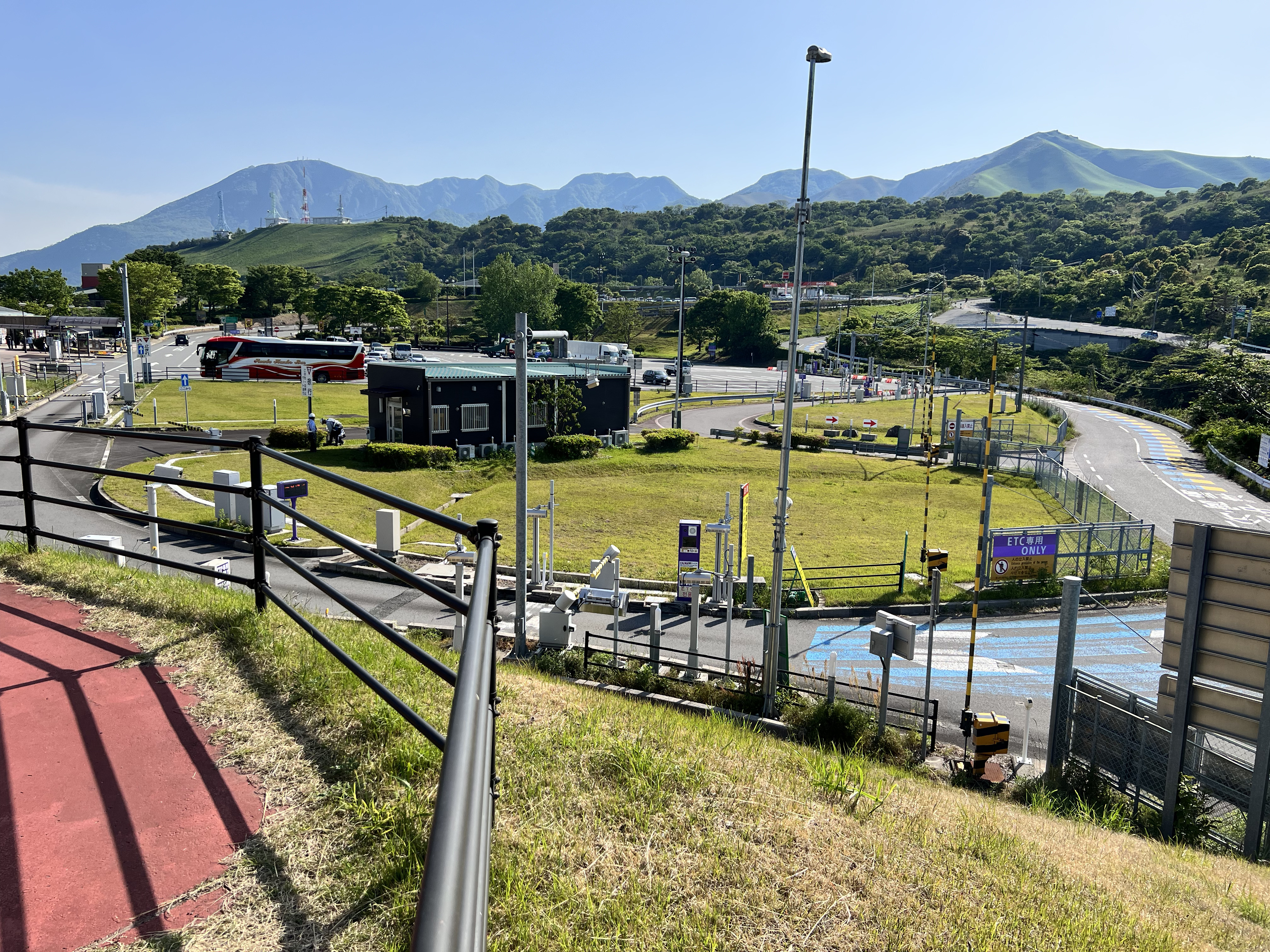
別府湾スマートIC　下り線出入口
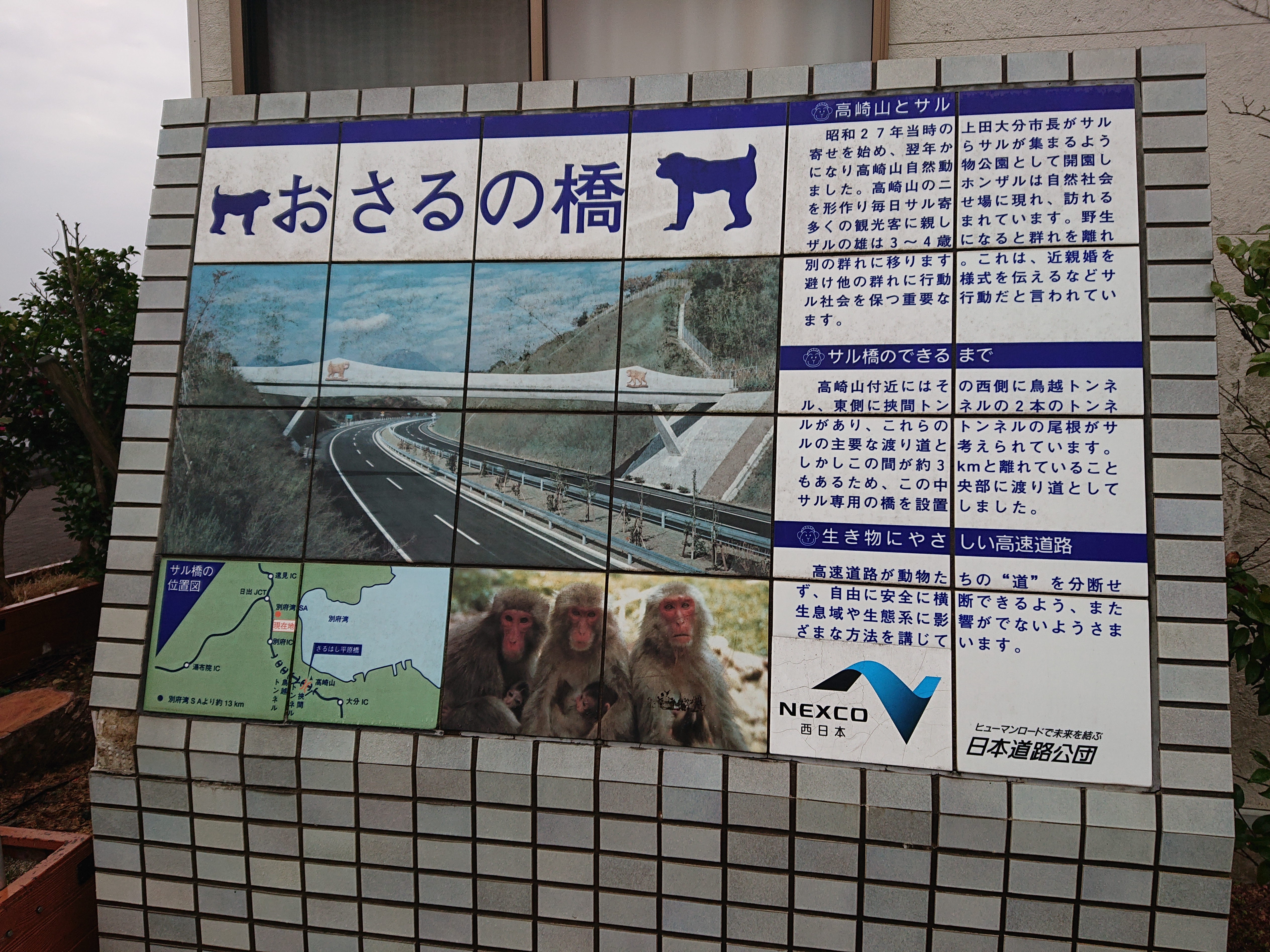
高崎山「おさるの橋」案内（別府-大分間の猿道橋）
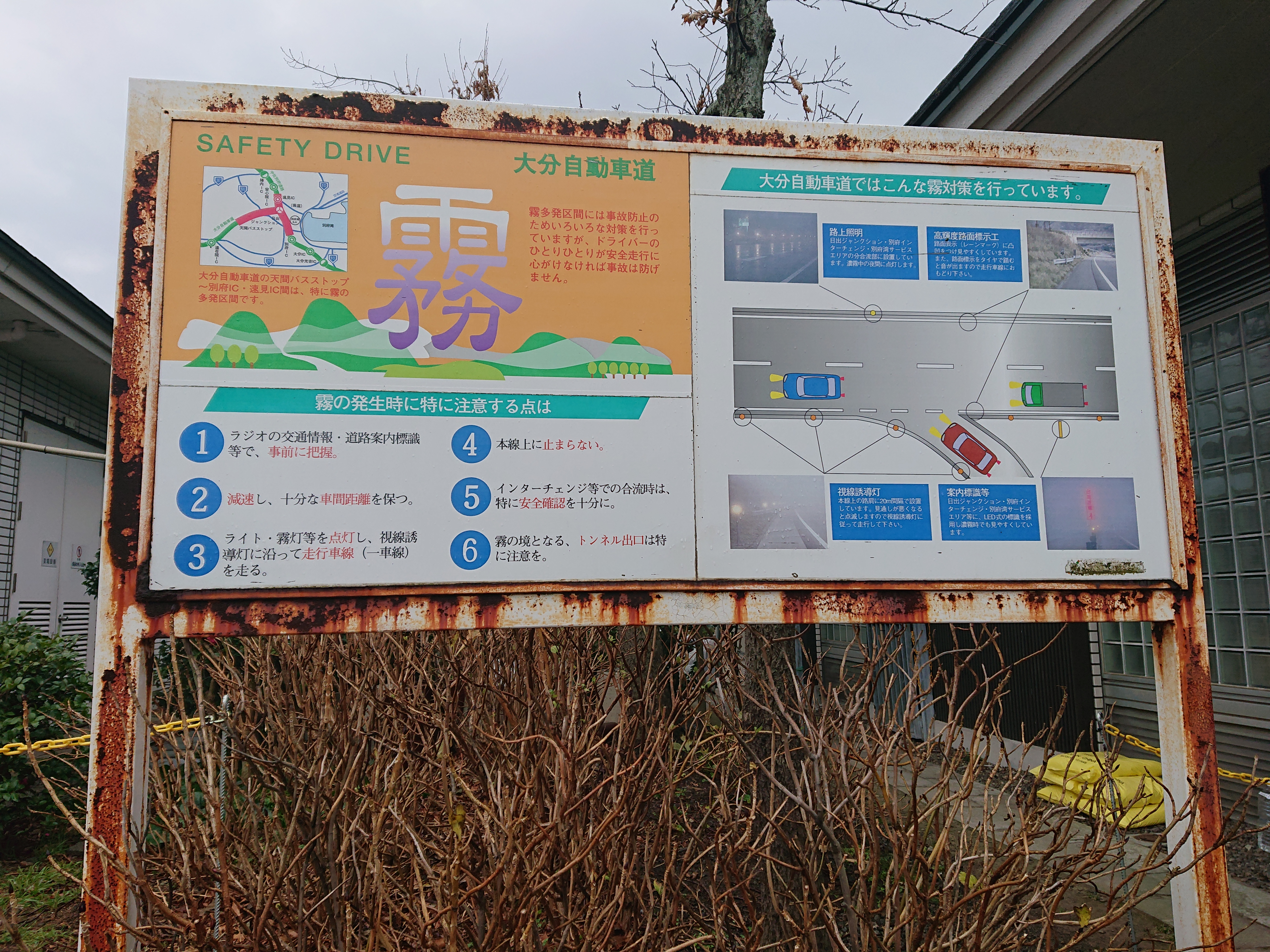
大分道所属時代に設置された、霧の案内板。東九州道編入後も周辺区間では霧通行止めの影響を受けやすい